# Pers (Deux-Sèvres)
Pers é uma comuna francesa na região administrativa da Nova Aquitânia, no departamento de Deux-Sèvres. Estende-se por uma área de 4,73 km². Em 2010 a comuna tinha 77 habitantes (densidade: 16,3 hab./km²).